# Mentuhotep VI
Sewadjare Mentuhotep (també conegut com a Mentuhotep V o Mentuhotep VI depenent de l'investigador) fou un faraó egipci pobrament testificat de finals de la dinastia XIII que va regnar durant un temps curt, al 1655 aC, durant el Segon Període Intermedi. Els egiptòlegs Kim Ryholt i Darrell Baker creuen, respectivament, que era el cinquantè i quaranta-novè rei de la dinastia, anomenat llavors Mentuhotep V. Per tant, el més probable és que Sewadjare Mentuhotep regnés poc abans de l'arribada dels hicsos a la regió de Memfis, i al mateix temps que els últims governants de la dinastia XIV.

## Nom
Ryholt, Baker i Jacques Kinnaer es refereixen a Sewadjare Mentuhotep com a Mentuhotep V perquè creuen que va viure al final de la dinastia XIII. D'altra banda, en els seus estudis sobre el Segon Període Intermedi, Jürgen von Beckerath deixa la posició de Sewadjare Mentuhotep dins de la dinastia XIII completament indeterminada, però el nomena Mentuhotep VI.

## Testimoni
Sewadjare Mentuhotep és un faraó pobrament testificat. Per desgràcia, el Papir de Torí està molt danyat després del registre de Sobekhotep VII i la identitat i l'ordre cronològic dels últims 19 reis de la dinastia XIII són impossibles de determinar a partir del document. D'acord amb Norbert Dautzenberg i Ryholt, el prenom de Mentuhotep, Sewadjare, es conserva parcialment a la columna 8, línia 20 del papir.
L'única certificació contemporània amb seguretat atribuïbles a Sewadjare Mentuhotep V és un únic fragment d'un relleu que mostra els seus cartutxos. El relleu va ser trobat a les ruïnes del temple funerari de Mentuhotep II durant l'excavació d'Édouard Naville a principis del segle 20.

## Taüt de Herunefer
Una altra possible menció de Sewedjare Mentuhotep V ve donada per un fragment d'un taüt de fusta, que actualment es troba al Museu Britànic sota el número de catàleg BM EA 29997. El taüt porta el text següent:
| « | El Patrici, el Representant Reial, el Fill del Rei Major, el Senyor Comandant Herunefer, el just de la veu (Maat Kheru), el que va ser engendrat pel rei Mentuhotep, el just de la veu, i el nascut de la gran reina Sitmut. | » |

Els prenom del rei Mentuhotep ha desaparegut i la identificació d'aquest Mentuhotep encara és problemàtica. Kim Ryholt observa, però, que el taüt també està inscrit amb una primera versió de passatges del Llibre dels Morts, que és una de les dues pre-inscripcions de l'Imperi Nou d'aquest text. Per tant, Ryholt argumenta que Mentuhotep ha d'haver regnat durant el final del Segon Període Intermedi. D'aquesta manera tres reis podrien possiblement ser el que s'esmenta en el taüt: Seankhenre Mentuhotepi, Montuhotep V i Sewadjare Mentuhotep VI. Encara que soni similar a Mentuhotep, Ryholt ha demostrat que Mentuhotepi és un nom diferent que Mentuhotep i, per tant, no s'ha reportat com a Mentuhotep. Per decidir entre els dos reis restants, Ryholt observa que l'altra instància del Llibre dels Morts es troba en el taüt de la reina Mentuhotep, esposa d'Djehuti, el segon faraó de la dinastia XVI que va regnar al 1645 aC. En aquest cas, el text és gairebé idèntic al trobat al taüt de Herunefer, que advoca per una estreta proximitat temporal entre els dos. Mentre Sewadjare Mentuhotep va regnar 10 anys abans de Djehuti, Montuhotep V es creu que hi havia de regnar 60 anys després d'ell. Per tant, Ryholt conclou que Sewadjare Mentuhotep és el Mentuhotep del taüt, Sitmut la seva reina i Herunefer seu fill. Aquesta identificació està lluny de ser cert, però, i Aidan Dodson i Dyan Hilton han datat el taüt fins al final de la dinastia XVI, afirmant que Herunefer és fill de Merankhre Mentuhotep VI.